# آل موسى (ردفان)

تعديل مصدري - تعديل

ال موسى هي إحدى قرى عزلة الحبيلين بمديرية ردفان التابعة لمحافظة لحج، بلغ تعداد سكانها 216 نسمة حسب تعداد اليمن لعام 2004.